# Mats Pontén
Mats Gustaf Pontén född 23 april 1955 i Falu Kristine församling i Kopparbergs län, är en svensk skådespelare och regissör.  

## Biografi
Pontén är utbildad vid Statens scenskola i Malmö och tillhör sedan 1982 den fasta ensemblen vid Norrbottensteatern i Luleå.
Han tillhör släkten Pontén från Småland och är son till plastikkirurgen, docenten Bengt Pontén och Ulla-Britt, ogift Ohlsson.
Mats Pontén var gift första gången 1989–2000 med filmproducenten Anna Björk (född 1965) och andra gången sedan 2005 med Mona Johansson (född 1958).

## Filmografi (i urval)
- 1991 – Den goda viljan (TV-serie)
- 1993 – Kärlekens himmelska helvete
- 1997 – Vildängel
- 1998 – Dråpslag
- 2017 – Rebecka Martinsson (TV-serie)

## Teater

### Roller
| År   | Roll                     | Produktion                                                        | Regi              | Teater             |
| ---- | ------------------------ | ----------------------------------------------------------------- | ----------------- | ------------------ |
| 1983 | Fredrik Waldemar Hvoslef | Tiden börjar på nytt Torbjörn Säfve                               | Jarl Lindblad     | Norrbottensteatern |
| 1984 |                          | Tom Sawyers äventyr (The Adventures of Tom Sawyer) Mark Twain     | Catherine Parment | Norrbottensteatern |
| 1984 | Medverkande              | Ju mer vi är tillsammans, ju galnare vi bli, kabaré Rolf Börjlind | Jarl Lindblad     | Norrbottensteatern |
| 2002 | Ron                      | Camping (Perfect Pitch) John Godber                               | Johan Wahlström   | Norrbottensteatern |